# بوتافوغو
بوتافوغو (local/standard تلفظ برتغالي: ‎/bɔtaˈfoɡu/‏ بديل النطق بالبرتغالية البرازيلية: تلفظ برتغالي: ‎/botɐˈfoɡu/‏) هو حي على شاطئ البحر (بايرو) في ريو دي جانيرو، البرازيل. إنها في الغالب طبقة متوسطة عليا ومجتمع تجاري صغير، وتقع بين تلال موندو نوفو، دونا مارتا (التي تفصلها عن لارانجيراس) وساو جواو (التي تفصلها عن كوباكبانا). تشير كلمة بوتافوغو أيضًا إلى حركة رقص في أمريكا اللاتينية، سميت بذلك لأن منطقة بوتافوغو هي المكان الذي نشأت فيه.